# Kazatchia Loknia
Kazatchia Loknia (en russe : Казачья Локня) est un village du selsoviet de Kazatchia Loknia du raïon de Soudja dans l'oblast de Koursk, en Russie. Sa population s'élevait à 720 habitants au recensement de 2021.

## Géographie
Le village de Kazatchia Loknia se situe dans l'oblast de Koursk, un oblast de la partie européenne de la Russie. Le village fait partie du raïon de Soudja, avec Soudja comme centre administratif. Il se trouve dans le selsoviet de Kazatchia Loknia, une municipalité, dont il est le chef-lieu.

## Démographie
Recensements (*) et estimations de la population :
| 2002 * | 2010* | 2021* | - |
| ------ | ----- | ----- | - |
| 678    | 605   | 720   | - |